# Waterkelder

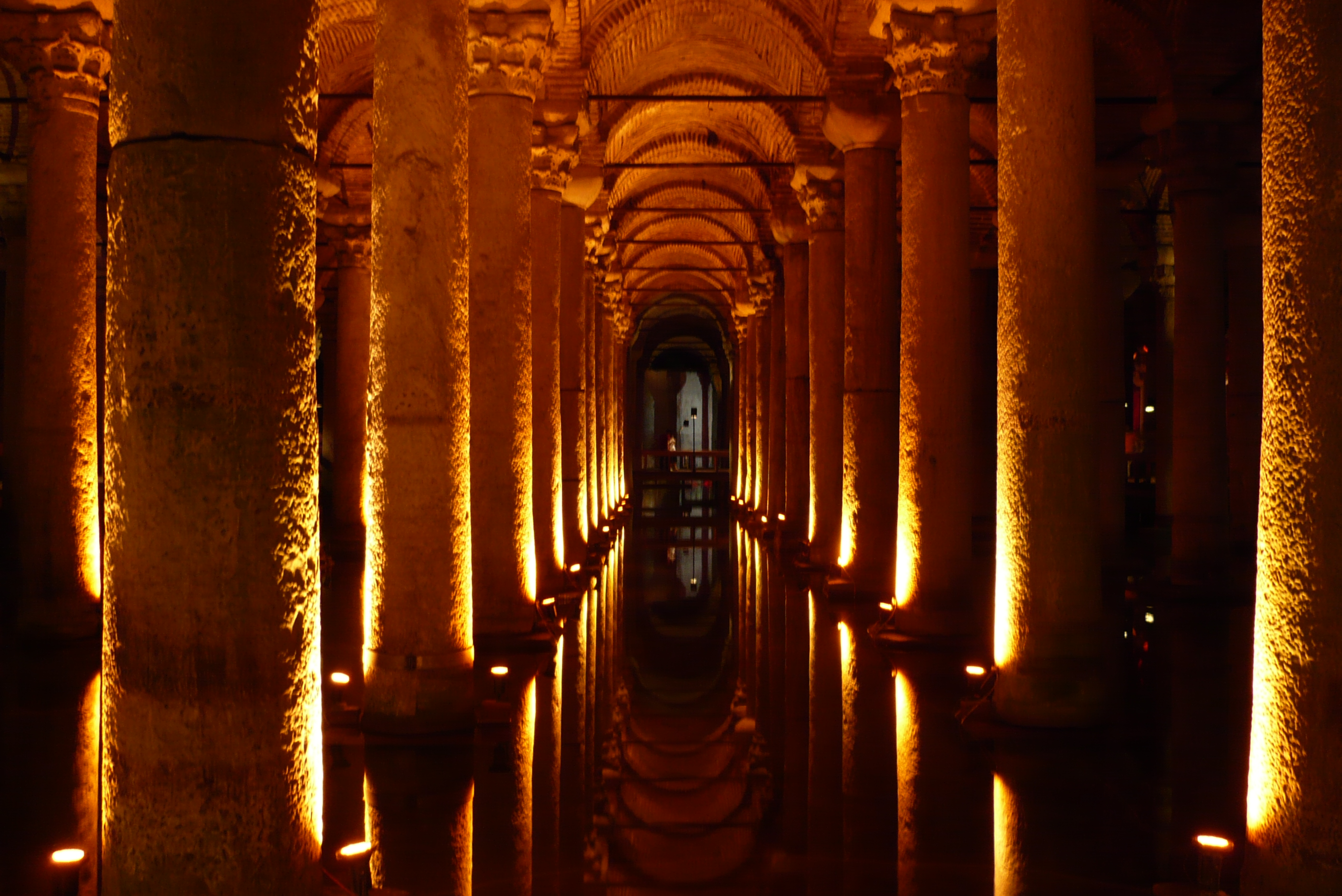
De Basilica Cisterne, een iconische wateropslagplaats in Istanboel, Turkije

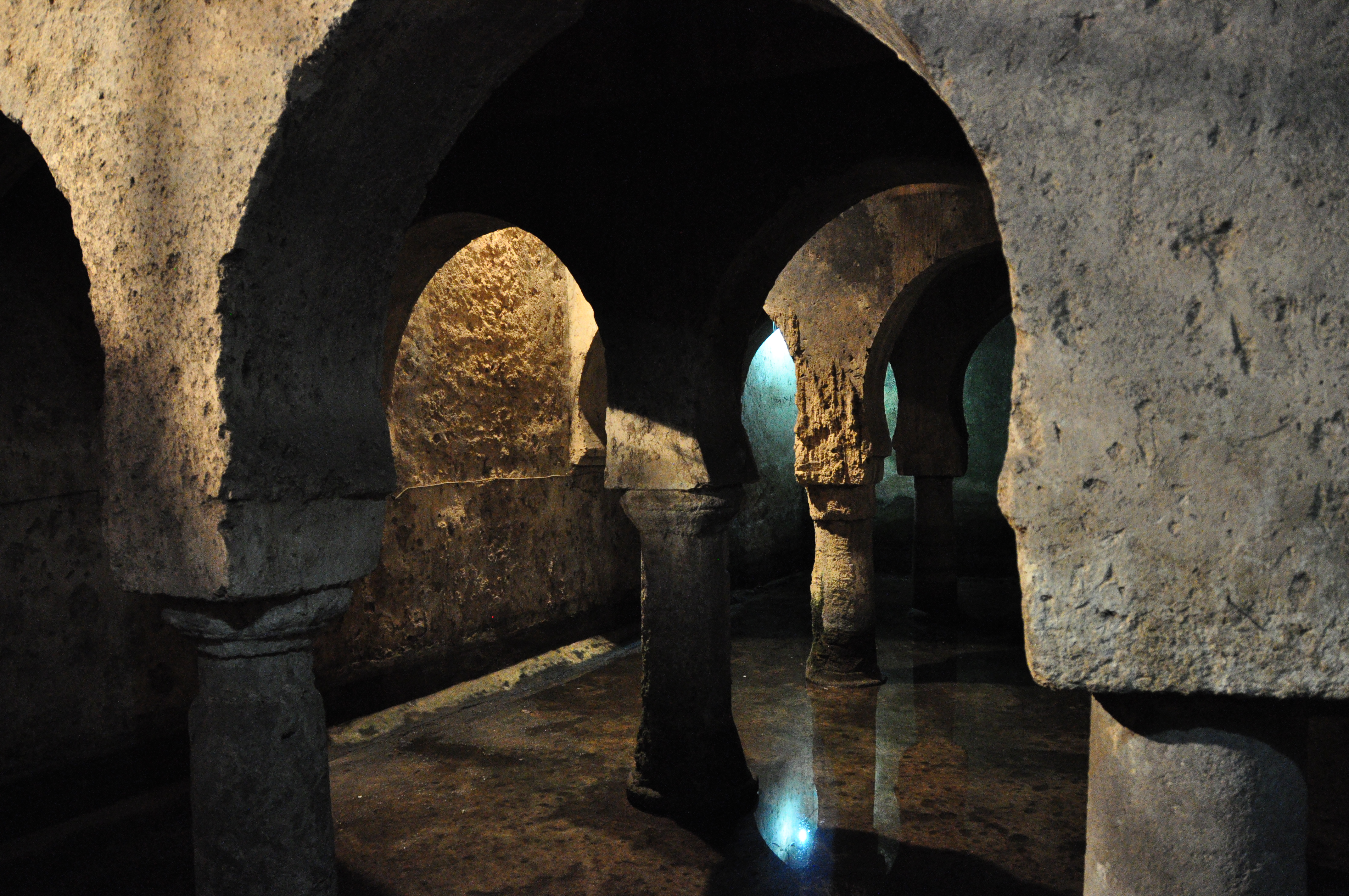
De aljibe of cisterne van een paleis in Cáceres in Spanje

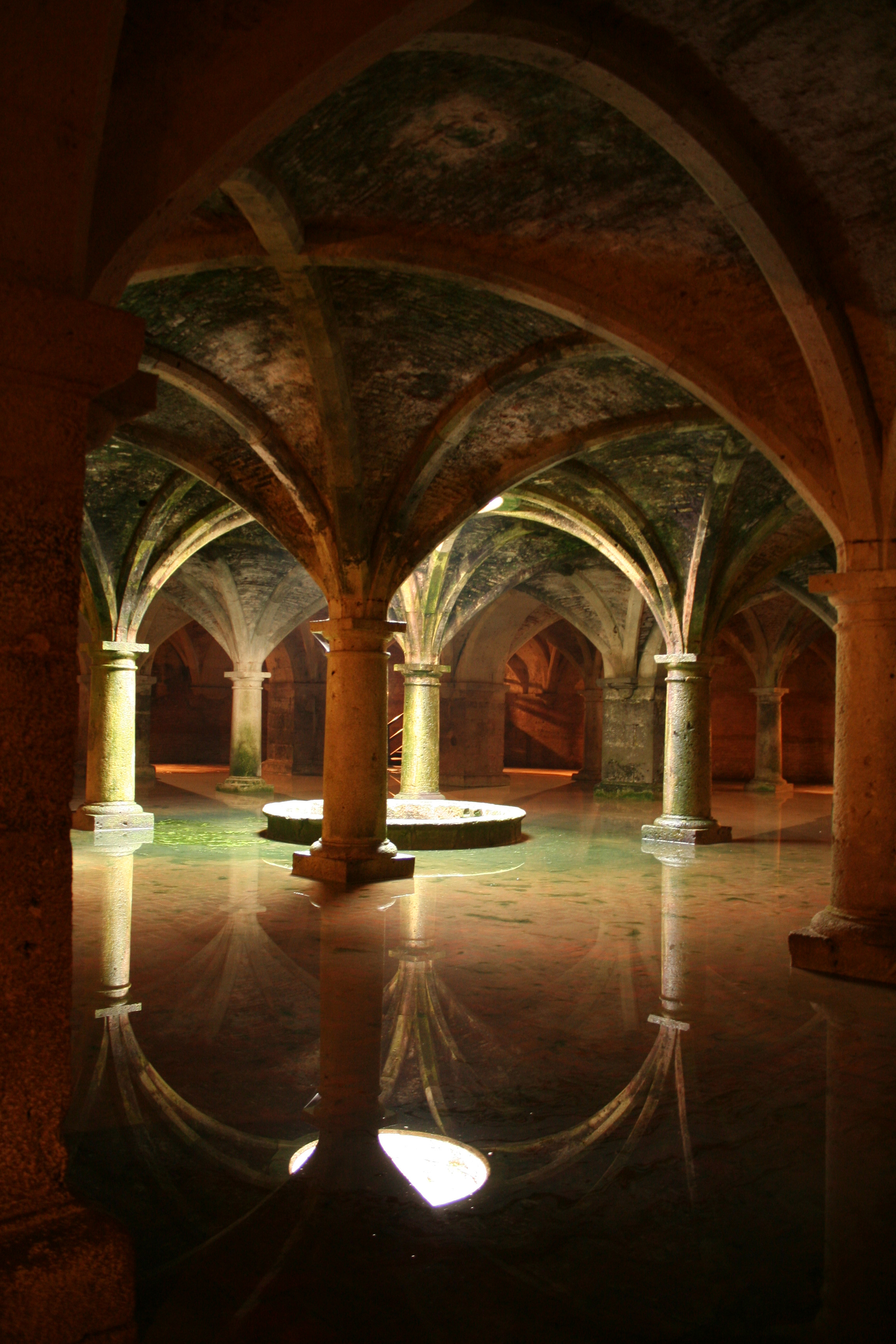
Portugese cisterne (Mazagan), El Jadida, Marokko (1514)

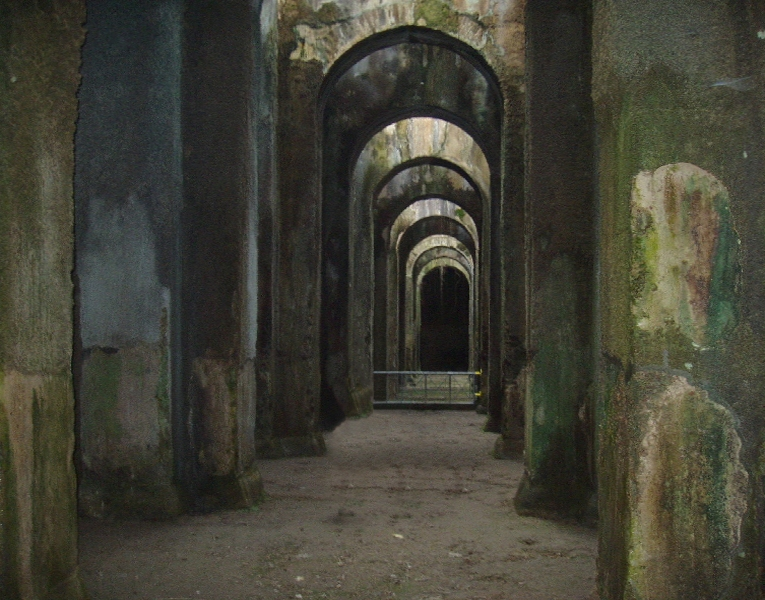
De Piscina Mirabilis, een cisterne in Napels, Italië, die gevoed werd door het aquaduct Aqua Augusta

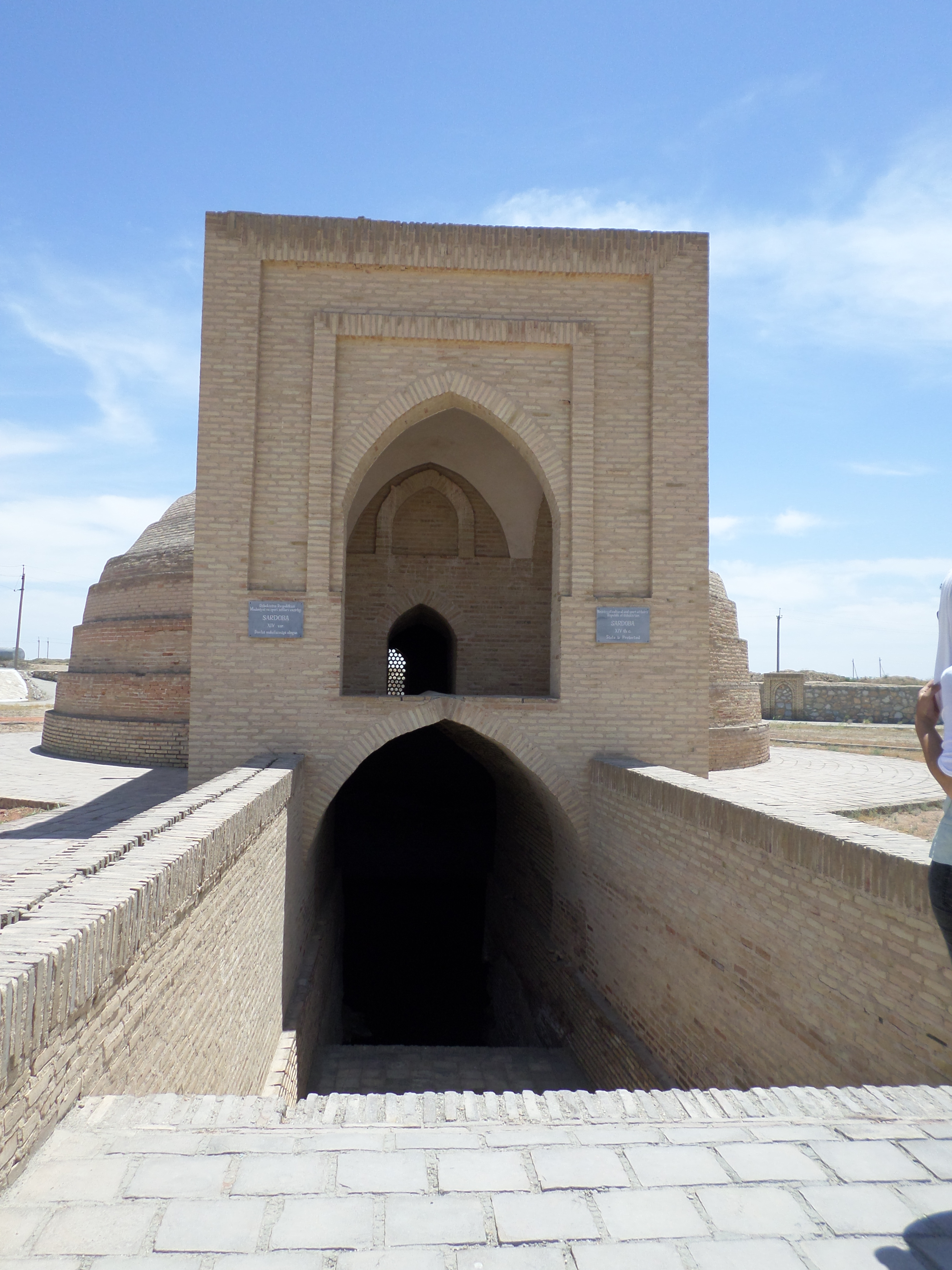
Ingang van de waterkelder van het fort en karavanserai Raboti Malik in Oezbekistan

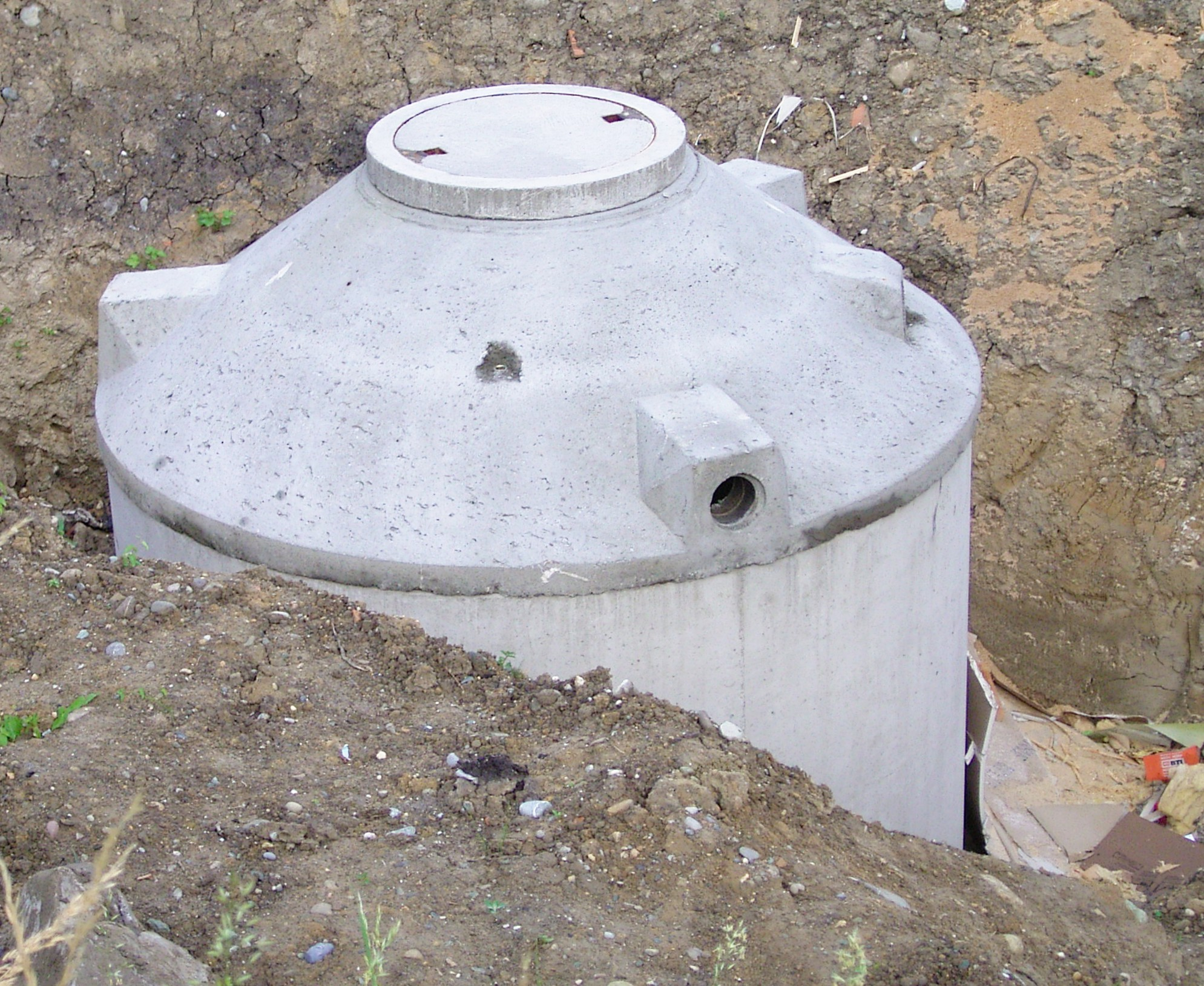
Betonnen cisterne als regenwaterput bij een woning

Een waterkelder is een ondergronds of afgedekt bassin voor de opslag van drink- of huishoudwater, voor meerdere huishoudens of een hele nederzetting. Als het gaat om regenwater, is het een grote variant van een regenwaterput. Voor beide termen wordt ook het woord cisterne gebruikt.

## Belang
In het Middellandse Zeegebied worden al zo'n 7000 jaar waterkelders gebouwd, maar ook op andere plaatsen hadden ze hun nut. Ze dienden als buffer om water op te slaan wanneer het beschikbaar was, voor gebruik op een later tijdstip. Van waterkelders werd algemeen gebruik gemaakt voor de komst van leidingwater in modernere tijden en ze werden om een verscheidenheid aan redenen aangelegd:
- ongelijkmatige neerslag, of neerslag in andere jaargetijden dan wanneer het water benodigd is;
- moeilijk of niet bereikbaar grondwater;
- kwalitatief ontoereikend grondwater, zoals het brakke grondwater in delen van West-Nederland;
- wanneer andere bronnen door intensief gebruik uitgeput raken;
- als voorraad voor tijden waarop andere aanvoer stokt, zoals bij belegeringen;[2]
- om bepaalde soorten water op te slaan, zoals regenwater, dat in Noord-Brabant geschikter was om mee te wassen dan grondwater.

Daarnaast was een waterkelder soms een manier om met aquaducten aangevoerd water te distribueren. Ondergrondse opslag heeft voordelen in gebieden waar door verdamping relatief veel verloren zou gaan.
Op plaatsen met langere droogteperiodes en een rotsachtige bodem hangt vaak de gehele watervoorziening van waterkelders af, zodat beschaving er zonder deze constructies niet mogelijk zou zijn. De waterkelders werden meest gevoed met neerslag, maar ook de Romeinse aquaducten en de Iraanse qanats bufferden vaak water in dergelijke reservoirs.
Enkele plaatsen die van oudsher van waterkelders afhankelijk waren, zijn:
- dorpen in de Levant
- steden als Rome en Istanboel
- het eiland Pantelleria
- de Balearen
- de Pueblo van Acoma

## Bekende waterkelders
Een van de meest bekende waterkelders is de Basilica Cisterne in Istanboel, waar enkele scènes van de film From Russia with Love (James Bond) en het boek Inferno (Dan Brown) zich afspelen. Ook de Portugese cisterne van de Marokkaanse stad El Jadida is erg bekend, evenals de elfde-eeuwse Moorse cisterne van het Palacio de las Veletas in de Spaanse stad Cáceres.

## Waterkelders in Nederland
In Nederland was de regenput of de regenton voor de komst van leidingwater onmisbaar, maar er werden ook wel waterkelders gebouwd. Op de zandgronden in bijvoorbeeld Noord-Brabant werden ondanks het goed drinkbare grondwater uit waterputten vroeger waterkelders aangelegd om regenwater op te slaan. Het zachte regenwater was beter geschikt om textiel mee te wassen dan het kalkrijke grondwater.
In Amsterdam werden in de loop van de zeventiende eeuw waterkelders aangelegd omdat het grachtenwater door vervuiling ongeschikt raakte voor consumptie. Vanaf 1789 geschiedde het aanleggen van waterkelders ook op initiatief van de stad. Behalve met regenwater werden de kelders ook wel gevuld met water uit de Vecht dat met schuiten werd aangevoerd. Relatief grote waterkelders werden gevonden bij het voormalige Pesthuis en de Hortus Botanicus. Deze kunnen gebruikt zijn voor bevloeiing van de tuinen en mogelijk ook als publieke reservoirs. Onder het voormalige Lutherse weeshuis werden bij restauraties twee waterkelders van 11.000 liter aangetroffen. Ook onder het poortgebouw van de Portugees-Israëlitische Synagoge werd bij werkzaamheden een kelder van die grootte gevonden. In de tweede helft van de negentiende eeuw werd in Amsterdam, na aanleg van de waterleiding, het kelderwater veelal overbodig.
Ook in andere steden in het westen van Nederland zijn eeuwenoude waterkelders teruggevonden, bijvoorbeeld in Leiden en in Dordrecht. In gebieden waar men sterk afhankelijk was van zoet hemelwater, zoals Zeeland, werden waterkelders aangelegd bij kerken. De grote daken vingen veel water op. 
De aanleg van waterkelders op het gekoloniseerde Caraïbische eiland Sint Eustatius in de zeventiende eeuw maakte het mogelijk om als doorvoerhaven van de West-Indische Compagnie tot bloei te komen.